# Red, White & Royal Blue (filme)
Red, White & Royal Blue (no Brasil: Vermelho, Branco e Sangue Azul) é um filme de comédia romântica com temática LGBT+ norte-americano de 2023, dirigido por Matthew Lopez. Este filme é a estreia de Lopez na direção de longas-metragens que também co-escreveu o roteiro com Ted Malawer. Baseado no romance homônimo de 2019 de Casey McQuiston, o filme é estrelado por Taylor Zakhar Perez e Nicholas Galitzine que interpretam o filho da presidente dos Estados Unidos e um príncipe britânico, respectivamente, que se apaixonam. Uma Thurman, Stephen Fry, Sarah Shahi, Rachel Hilson e Ellie Bamber também aparecem em papéis coadjuvantes.
Em 2019, a Amazon Studios anunciou o desenvolvimento do filme com Greg Berlanti como produtor. Lopez foi anunciado como diretor e co-roteirista com Malawer em 2021. Os anúncios de elenco começaram em junho de 2022, com Zakhar Perez, Galitzine e Thurman anunciados para desempenhar seus respectivos papéis. A maioria do elenco restante foi anunciada no mês seguinte. A fotografia principal ocorreu na Inglaterra entre junho e agosto de 2022.
Red, White & Royal Blue estreou no BFI IMAX em Londres no dia 22 de julho de 2023 e foi lançado no Prime Video no dia 11 de agosto.

## Sinopse
Alex Claremont-Diaz é filho de Ellen Claremont, a primeira mulher presidente dos Estados Unidos, que está concorrendo à reeleição. Durante sua visita ao Reino Unido para um casamento real, ele teve uma briga física com Henry, um príncipe britânico. O incidente é fotografado e amplamente divulgado com ambas as partes forçando Alex e Henry a fingir ser amigos um do outro para evitar que se torne uma crise diplomática e de mídia que desviaria a atenção da candidatura da mãe de Alex à eleição. Os dois se aproximam com o tempo e desenvolvem um relacionamento de 'amizade colorida', acabando por se apaixonar.

## Elenco
- Taylor Zakhar Perez como Alex Claremont-Diaz[3]
- Nicholas Galitzine como príncipe Henry[3]
- Uma Thurman como Ellen Claremont, mãe de Alex e primeira mulher Presidente dos Estados Unidos[3]
- Sarah Shahi como Zahra Bankston[3]
- Rachel Hilson como Nora Holleran[3]
- Stephen Fry como o rei James III, avô de Henry[4]
- Clifton Collins Jr. como senador Oscar Diaz, pai de Alex[5]
- Ellie Bamber como princesa Beatrice "Bea", irmã de Henry[3]
- Juan Castano como Miguel Ramos, jornalista político
- Malcolm Atobrah como Percy "Pez" Okonjo[6]
- Aneesh Sheth como Amy, uma agente do Serviço Secreto[5]
- Akshay Khanna como Shaan, cavalariço de Henry
- Thomas Flynn como príncipe Philip, irmão de Henry[7]
- Rachel Maddow como ela mesma[8]

## Produção

### Desenvolvimento
Em abril de 2019, foi noticiado que a Amazon Studios havia vencido um leilão dos direitos cinematográficos de Red, White & Royal Blue, que seria produzido pela Berlanti Productions por meio de sua subsidiária Berlanti-Schechter Films. Em outubro de 2021, foi relatado que Matthew Lopez foi contratado para dirigir e reescrever um rascunho do roteiro de Ted Malawer.

### Escolha de elenco
Em junho de 2022, Taylor Zakhar Perez e Nicholas Galitzine foram anunciados como os protagonistas do filme, interpretando Alex Claremont-Diaz e príncipe Henry, respectivamente. Uma Thurman foi confirmada para interpretar Ellen Claremont. Clifton Collins Jr., Stephen Fry, Sarah Shahi, Rachel Hilson, Ellie Bamber, Aneesh Sheth, Polo Morín, Ahmed Elhaj e Akshay Khanna também foram anunciados para se juntar ao elenco. A produção começou no Reino Unido no mesmo mês. Em julho de 2022, Sharon D. Clarke, Malcolm Atobrah e Thomas Flynn foram escalados.

### Filmagens
A fotografia principal começou no Reino Unido em junho de 2022 e terminou em agosto.

### Trilha sonora
Drum & Lace compôs a trilha sonora do filme. O álbum da trilha sonora está programado para ser lançado em 11 de agosto de 2023 pela Lakeshore Records. O álbum traz canções dos artistas Vagabon e Oliver Sim. "If I Loved You" de Vagabon foi lançado como single promocional na data de 26 de julho de 2023. É um cover da música de mesmo nome do musical Carousel. Foi seguido por "Fruit (Red, White & Royal Blue Version)" de Sim no dia 3 de agosto de 2023. É uma versão orquestral de sua canção de mesmo nome de seu álbum de 2022, Hideous Bastard.

## Lançamento
Red, White & Royal Blue teve sua estreia mundial no BFI IMAX em Londres no dia 22 de julho de 2023, embora seus atores estivessem ausentes devido à greve da SAG-AFTRA de 2023. Matthew Lopez foi o único membro da produção presente, mas não andou no tapete vermelho, nem deu entrevistas, pois também estava em greve como membro do Writers Guild of America.
O filme foi lançado no Amazon Prime Video no dia 11 de agosto de 2023.

## Recepção
O site agregador de resenhas Rotten Tomatoes relatou um índice de aprovação de 75% com base em 51 resenhas, com uma pontuação média de 6,5/10. O consenso do site diz: "Divertido e cativante, Red, White & Royal Blue é uma comédia romântica alegremente clichê que abraça a inclusão sem cair nos estereótipos." O Metacritic, que usa uma média ponderada, atribuiu ao filme uma pontuação de 62 em 100 com base em 25 críticos, indicando "críticas geralmente favoráveis".